# Табань (команда)
«Таба́нь» — морская команда, которая подаётся шлюпочным гребцам для того, чтобы они могли одновременно начать греблю в обратном направлении.
Получив эту команду гребцы заносят вёсельные лопасти на корму, разворачивают их на угол 10—15° по отношению к вертикали с верхней кромкой, направленной в сторону носа шлюпки. После этого лопасти опускаются в воду на половину или треть своей длины, что позволяет начать греблю в обратном направлении, давая таким образом шлюпке задний ход. Кроме этого, эта команда может быть использована для крутого разворота гребного судна, например в форме: «Правая табань, левая на воду!», когда гребцы левого борта гребут в нормальном режиме, а гребцы правого — табанят, то есть — дают обратный ход.